# Pedra Dreta de Targasonne
La Pedra Dreta de Targasonne est un menhir situé à Targasonne, dans le département français des Pyrénées-Orientales.